# 余澤洋平
余澤 洋平（あまざわ ようへい、1968年 - ）は、日本の実業家。六元素情報システム株式会社代表取締役社長。ラクモン株式会社取締役CEO。

## 人物
1968年、中国湖北省生まれ。上海交通大学コンピュータ学部卒。慶応義塾大学EMBA5期卒。吉林省松和電脳有限公司、北京中訊計算機有限公司開発部長、日本中訊株式会社開発部長、北京中訊計算機有限公司事業部長、同事業本部長、サイノコム・ジャパン株式会社取締役事業本部長を経て、2012年、六元素グループを創業し、六元素情報システム株式会社代表取締役社長就任。2021年、子会社としてラクモン株式会社を設立し教育支援ネットビジネスに進出。同社代表取締役CEOを兼任。

### 幼少期から入社まで
文化大革命中の1968年に、中国湖北省の貧しく閉鎖的な農村に生まれる。学校から帰宅後は農作業を手伝う子ども時代を過ごす。知識人であった父の影響で、農村での識字率が低い時代に自宅には書物があったため、読書を通して村の外の世界に興味を持つ。文化大革命が終わり、市場経済の導入とともに大学入試が再開され、勉学に励み、上海交通大学コンピュータ学部に進学。中国では農村戸籍と都市戸籍が区別され、農村戸籍をもつ者が都市に移動するのが制限される中、農村の子どもが都市戸籍を得て出世への糸口をつかむ唯一の道が大学進学という事情があった。当時の中国は日中友好ムードで、余澤はテレビなどで垣間見る日本に行ってみたいと考えていたが、大学を卒業すると中国と日本の合弁会社に入社し、日本語と日本向けのITシステム開発を学ぶ。その後、両国に拠点をもつIT企業に転職。サラリーマン時代には多くの書物に出会い、中でもデール・カーネギーの『人を動かす』や稲盛和夫、松下幸之助の著書からも大きな影響を受ける。

### 会社設立
日本企業で会社人間として過ごすが、2012年、社長が突然会社を売却してしまい、会社は資本家だけのものなのかと、ショックを受ける。熟慮の末自ら起業を決意。同年、六元素グループを創業。社名の由来は、企業の生命（＝元素）は、顧客、従業員、株主、社会、パートナー、ライバルの６つであると考えたことによる。前述の経験から、創業に際し、会社は資本家だけのものではなく、社員全員のものでもある。会社の価値は顧客への価値にによって決まり、これを高めることが会社発展の根幹だと感じるに至り、そういう理想的な会社を目指しての創業であった。以来、「顧客へ感動を、社員へ幸せを」の創業理念を銘記した。ITの専門家として、日本の社会インフラである金融系システムを裏で支える。同社ではあらゆる会社の制度を社員中心に設計。会社決算前利益の約三分の一は年末一時金に加算し、全社員と利益をシェアするなど、利益の多くは社員の成長に積極的に投資する。また、「顧客へ提供する価値は、会社の価値である」という考え方を浸透させ、「ITの力で、感動と幸せを創造する。」をミッションに掲げ、顧客の困難な課題へ向き合うことで、現在に続く戦略を早期に確立。クラウド、マイクロサービス、AI、Web3.0など新しい技術に積極的に取り組み、飛躍的な成長を実現した。
主な事業は、システム・ソフトウエア受託開発、業務自動化支援、クラウド型ビジネスアプリケーション製品の導入支援などで、WEBシステムテストの高度自動化ソリューションなどの自社製品の提供、日本のIT業界の多重下請け構造の解消を目指した、IT企業と個人の技術者をマッチングする案件情報共有サービスの無料提供などを行っている。 
2024年には最大の顧客から「最優秀パートナー賞」を授与されるなど、高い評価と信頼を得る。

### 独自開発
2021年リリースの『Rakumon』（ラクモン）はITの活用により教育の中間コストを抑制し、良質な教育を適切な費用で提供することにより、家庭学習の環境から生じている教育格差を解決でき、同時に大学生や教員の給料水準の向上を実現するプラットフォームである。2019年末からの新型コロナ禍をきっかけに創業時からの目標であった、独自のサービス開発の重要性の再認識から生まれ、子会社としてラクモン株式会社を設立した。
同じく2021年に特許を取得した独自開発のプロダクトで、Webアプリケーション向けのローコードのUI・APIテスト自動化ツール『ATgo』を新事業の主力商品とする。「ATgo」は余澤が、日本のシステム開発はテスト工数が膨大で、開発コストを高くしている原因と気付き、テスト工数を大幅に削減できるツールとして開発したWebアプリケーション向けに設計されたローコードのUI・APIテスト自動化ツールである。
余澤はChatGPTなどのAIを活用したソリューション開発に取り組んでおり、ChatGPTなどの自然言語処理機能の活用で、多くの分野で高い需要がある業務の効率化が期待できると考え、ヘルプデスクやコールセンター業務の効率化に注力する。GPT技術の活用でシステム開発の高速化も可能と考えている。余澤は、開発の手法、テスト工程の多さ、開発期間の長期化などは、最初に日本でシステム開発に携わった約30年前からほとんど変わっておらず、開発期間の長さが、ITコストが高いことにつながり日本がIT後進国となっている原因と考えており、ChatGPTなどの最新技術の活用でソースの自動生成や、設計への活用により、早く安く品質のよいシステム構築ができる手法の研究開発に注力する。

## 略歴
- 1968年 - 中国湖北省に生まれる。上海交通大学コンピュータ学部卒。慶応義塾大学EMBA5期卒。
- 2012年 - 9月20日、自分の理想とする会社を作りたいとする思いから六元素情報システム株式会社設立[7]。金融系のシステム開発を主軸に事業を展開[2]。
- 2019年 - 11月27日、六元素情報システムがPegasystems Inc. (NASDAQ: PEGA)の日本法人、ぺガジャパン株式会社とアライアンス契約を締結[10]。
- 2021年 - 『Rakumon』（ラクモン）をリリース[7]。独自開発の『ATgo』で特許を取得。
- 2024年
  - 8月24日、ビジネスAIソリューション「BrainGo powered by ChatGPT」を開発し提供開始[11]。
  - 12月20日、『生成AIアプリケーション開発入門　基礎から応用まで学べるエンジニア向け実践ガイド』を発売[12]。

## メディア
- 2021年8月24日、TBSラジオ「テンカイズα」[13]
- 2023年8月17日、ラジオ日本「横浜ユーポスRADIO+」[14]